# Churs stift

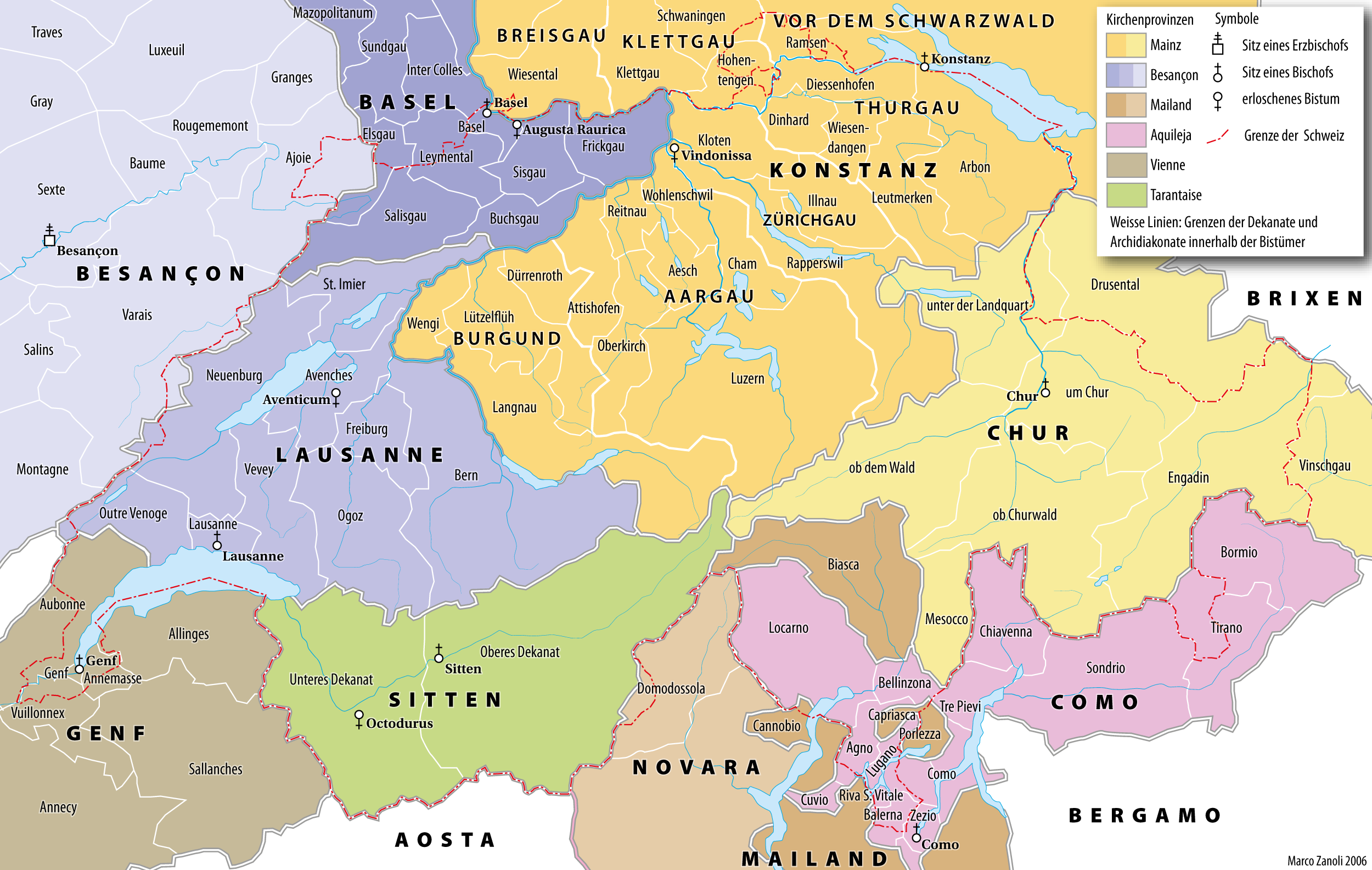
Churs stift under medeltiden.

Churs stift idag.

Churs stift (Dioecesis Curiensis) är ett katolskt stift med biskopssäte i biskopshovet i Chur. Stiftet omfattar kantonerna Graubünden, Schwyz samt provisoriskt sedan 1819 Uri, Glarus, Obwalden, Nidwalden och Zürich. Stiftets skyddspatron är den heliga Lucius av Chur.

## Historia
Stiftet bildades 451 och omfattade då Churrätien. Som furstbiskop kontrollerade biskopen stora delar av nuvarande Graubünden, Chiavenna, Bormio och Vinschgau. Furstbiskopdömet Chur stod i ständiga konflikter med sina underlydande ministerialer och konkurrerande makter, som hertigdömet Milano, grevskapet Tyrolen och den Habsburgska dynastin. Chiavenna och Bormio övergick till Milano och Vinschgau till Tyrolen. Biskopens undersåtar slöt sig därför samman till ett skyddsförbund, Gotteshausbund för att förhindra att de kom under främmande överhöghet. När Konstanz stift lades ned 1821 blev biskopen av Chur provisorisk kyrkoadministratör för Obwalden, Nidwalden, Schwyz, Glarus, Zürich och delar av Uri (Urseren tillhörde redan stiftet). Samtidigt förlorades Vinschgau och de delar av Vorarlberg som tillhört stiftet.